# 100000 (număr)
100000 (o sută de mii) este numărul natural care urmează după 99999 și precede pe 100001 într-un șir crescător de numere naturale.

## Denumiri
Câteva limbi au o denumire specifică pentru acest număr: în limba hindi se folosește termenul लाख (pronunțat (/læk, lɑːk/), folosit și în Pakistan și Asia de Sud și notat 1,00,000 („o sută mii”). Alte limbi care au o denumire specifică pentru el sunt limba thailandeză (แสน), laoțiană (ແສນ), khmeră (សែន), vietnameză  (ức) și malgașă.
În cifre chirilice, i se spune „legiune” (легион):  sau .

## În matematică
100000:
- În notația științifică este scris ca 105.
- În notația exponențială este scris ca 1.E+5.

- Este un număr par.[2][3]
- Este un număr compus.[4]
- Este un număr abundent.[5][6]
- Este un număr Harshad.[7][8]
- Este un număr rotund.[9][10]
- Este o putere a lui 10[11] (100000 = 105).
- Există exact cinci triunghiuri dreptunghice cu laturile numere întregi (triplete pitagoreice) și ipotenuza 100000.[12]

## În știință

### În astronomie
- 100000 este un asteroid din centura principală.

## În alte domenii
100000 se poate referi la:
- Altitudinea, în metri, de la care Federația Aeronautică Internațională (FAI) definește un zbor ca fiind unul spațial.